# Makemake (trpasličí planeta)
(136472) Makemake (symbol: ) je trpasličí planeta obíhající za drahou Neptunu. Její původní označení bylo 2005 FY9. Objekt byl objeven 31. března 2005 a formálně klasifikován jako plutoid dne 11. července 2008.
Makemake obíhá Slunce ve vzdálenosti 38–53 AU, tedy jen o málo dále než Pluto. S průměrem 1300–1900 km je třetí největší trpasličí planetou po Plutu a Eris.
Toto těleso je relativně jasné, po Plutu jde o nejjasnější transneptunické těleso. Je v dosahu výkonných amatérských dalekohledů, jeho současná zdánlivá jasnost je 16,7 mag. Důvodem této jasnosti je její vysoké albedo (odrazivost světla), které bylo vypočítáno na 80 %. Jedna z hypotéz, vysvětlující tento jev, předpokládá, že na povrchu tělesa mohla v minulosti zmrznout atmosféra. Uvažuje se, že tento proces probíhá i u Pluta – v perihéliu (když je planeta nejblíže ke Slunci) je atmosféra ve velké míře v plynném stavu, ale na druhé straně oběžné dráhy v aféliu plyn vymrzne a může vytvořit hladké lesklé plochy.
V dubnu 2016 Hubbleův vesmírný teleskop objevil první měsíc této trpasličí planety, pracovně nazvaný jako S/2015 (136472) 1.
Makemake je pojmenován po Makemakem, polynéském bohu stvořiteli, uctívaném na Velikonočním ostrově. Jde o připomínku toho, že Makemake byl objeven krátce po Velikonocích – před oficiálním pojmenováním pro něj objevitelé používali neformální název Velikonoční zajíček.

## Vlastnosti

Dráhy vzdálených těles Sluneční soustavy: modrá – Makemake, zelená – Haumea, červená – Pluto, bílá – rovina ekliptiky

| Vlastnost             | Hodnota                                                                                 |
| --------------------- | --------------------------------------------------------------------------------------- |
| Jméno                 | (136472) Makemake                                                                       |
| Objevitel             | Michael E. Brown, Chad Trujillo, David Rabinowitz                                       |
| Datum objevení        | 31. března 2005                                                                         |
| Označení              | žádné                                                                                   |
| Kategorie             | Transneptunické těleso                                                                  |
| Epocha                | 18. srpen 2005                                                                          |
| Velká poloosa         | 6846 Gm (45,64 AU)                                                                      |
| Perihélium            | 5807 Gm (38,71 AU)                                                                      |
| Afélium               | 7885 Gm (52,57 AU)                                                                      |
| Excentricita          | 0,14                                                                                    |
| Oběžná doba           | 112000 d (308 a)                                                                        |
| Úhel sklonu dráhy     | 29,00°                                                                                  |
| Délka výstupního uzlu | 79,42°                                                                                  |
| Argument perihélia    | 245,85°                                                                                 |
| Střední anomálie      | 213,92°                                                                                 |
| Oběžná rychlost       | 4,419 km/s                                                                              |
| Rozměry               | Střední průměr 1 420 ± 60 km Hlavní a vedlejší osa průmětu: 1 430 ± 9 km, 1 502 ± 45 km |
| Absolutní velikost    | –0,4                                                                                    |
| Albedo                | 0,77 ± 0,03                                                                             |